# Нічний рейс
«Нічний рейс», досл. «Червоне око» (англ. Red Eye) — американський трилер 2005 року режисера Веса Крейвена. Головну роль виконала Рейчел Макадамс як менеджер готелю Лізи Райзерт, яка потрапила у змову з метою вбивства та опинилася на борту нічного рейсу до Маямі.
Фільм мав значний касовий успіх і отримав схвальні відгуки критиків.

## Сюжет
Ліза Райзерт працює адміністратором розкішного готелю в Маямі та панічно боїться літати. Після відвідин похорону бабусі в Далласі, Техас, вона бере квиток на нічний рейс до Маямі, Флорида. Під час реєстрації зустрічає літню даму, яка дуже любить труди її батька, письменника-доктора. Ліза дає старенькій книгу, кажучи, що вже прочитала. Потім дівчина зустрічає пасажира на ім'я Джексон Ріппнер (з англ. Різник) — красеня з блакитними очима, якого вона вважає чарівним і під його чарівністю починає пити алкоголь, поки обидва очікують рейс, перенесений через сильну зливу. Ліза вказує на те, що його прізвище Різник, і Джексон розповідає, що з 10 років його ніхто ніколи не називає Джеком. Під час посадки в літак Ліза дізнається, що він летить тим же самим рейсом, його місце поруч з нею.
Після зльоту Ріппнер розповідає, що він — співробітник терористичного угрупування, яке має намір вбити заступника секретаря національної безпеки Чарльза Кіфа та його сім'ю, Ліза в цих планах грає важливу роль, тому що має вплив в готелі Люкс Атлантіс, де сім'я Кіфа повинна перебувати. У разі її відмови співпрацювати Джексон повинен буде віддати наказ кілеру, який тримає на прицілі її батька в будинку в Маямі.
Ліза відчайдушно намагається врятувати ситуацію, перша спроба не увінчалася успіхом. Старенька підійшла до неї поговорити про книгу, Ліза спробувала написати попередження там. Проте Ріппнер пізніше дізнається про це і вирубує Лізу ударом проміж очей. Ліза півгодини знаходиться без свідомості, прокидається, йде в туалет, пише милом попередження про те, що у людини поруч з нею бомба. Коли вона виходить з туалету, в дверях її зустрічає Ріппнер, який заштовхує її назад в туалет, заткнувши їй рот рукою.
Ліза просить не вбивати її батька, в той момент Джексон помічає шрам у неї на грудях і починає з'ясовувати історію його походження. Вона відмовляється йому розповідати, Джексон починає її душити, стирає напис на дзеркалі. Стюардеса обурюється їх поведінкою, Джексон просить вибачення, звинувачуючи в усьому молодість, йде разом з Лізою на місце.
План вбивства Кіфа полягає в тому, щоб випустити з катера, під приводом рибалок, які знаходиться неподалік готелю, самонавідну ракету (FGM — 148 Джевлін), яка вдарить в номер сім'ї Кіфа. Для того щоб здійснити план, Ліза зобов'язана подзвонити з літака по телефону готелю і дати вказівки про переселення сімейства з номера 3825 в номер 4080, з видом на гавань. Після першої невдалої спроби, в якій дзвінок перерваний через грозу, Ліза продовжує розмову по телефону, імітуючи спілкування з помічницею, проте Джексон бачить, що сусідній пасажир має проблеми зі зв'язком, і вихоплює в неї телефон, показуючи дівчині, що його не обдурити.
Ліза таки робить цей нещасливий дзвінок, Кіфу перебронюють номер. Служба безпеки перевіряє кімнату, дозволяючи оселитися Кіфу та його родині. Перевіривши катер і не знайшовши на ньому ніякої зброї, охоронці йдуть геть. Після того як літак прибуває до аеропорту, Ліза розповідає Ріппнеру про те, як отримала шрам на грудях (її зґвалтували серед білого дня на парковці, ґвалтівник тримав ніж біля її горла), і щосили встромляє йому в горло ручку, забравши у нього телефон, вибігає з літака в термінал. У той час, як стюардеси вимагають викликати аварійно-рятувальну бригаду, Ліза пробігає через аеропорт.
Вона краде позашляховик, щоб виграти час і використовує його мобільний телефон. Ліза дзвонить в готель попередити про евакуацію і про те, що на Кіфа готується замах. Синтія, помічник Лізи, і служба безпеки секретаря та його сім'я вибігають з кімнати всього за кілька секунд, перш ніж ракета потрапляє в готель. Ліза намагається викликати свого батька, але не може, батарея стільникового телефону розряджається, вона їде в його будинок, щоб встигнути перехопити Ріппнера.
Ліза кидається в дім батька, щоб побачити, що він у безпеці. Вона знаходить найманого вбивцю за межами вхідних дверей, де тисне його позашляховиком, врізавшись в передню частину будинку. Батько Лізи йде з кухні, він шокований виглядом людини, що лежить мертвим у фоє і каже Лізі, що поліція в дорозі. У той час, коли Ліза дзвонить у готель, у будинок заходить Ріппнер і починає погоню за Лізою по всьому будинку з ножем. Він наздоганяє її, кидає вниз по сходах. Ліза знаходить пістолет і стріляє, Джек наздоганяє та хапає її за волосся. У цей момент лунає постріл — батько Лізи стріляє в терориста. У готелі Чарльз Кіф дякує Лізі і Синтії за порятунок сім'ї та його самого від вбивства.

## Ролі
- Рейчел Макадамс — Ліза Райзерт
- Кілліан Мерфі — Джексон Ріппнер
- Браян Кокс — Джозеф «Джо» Райзерт
- Джейма Мейс — Синтія
- Джек Скаліа — заступник секретаря Національної Безпеки Чарльз «Чарлі» Кіф
- Колбі Дональдсон — глава агентів секретної служби
- Роберт Пайн і Тереза Прес-Маркс — Боб і Маріанна Тейлор
- Кайл Галлнер — юнак у літаку

## Критика
Рейтинг фільму на сайті IMD — 6,4/10, Rotten Tomatoes — 79 % свіжості та 64 % рейтинг аудиторії, Metacritic — 71 %.
Фільм зібрав $57 891 803 на внутрішньому ринку, що удвічі більше $26 млн бюджету. На міжнародному фільм зібрав ще $37 685 971, у підсумку — $95 577 774.

## Цікаві факти
- Оригінальна назва фільму — Red Eye, дослівно «Червоне око», — за змістом означає «Нічний рейс». Так в Англії і США називають нічні рейси, після яких у більшості пасажирів через недосипу бувають червоні очі.
- Ім'я Джексона Ріппнера (Jackson Rippner) англійською звучить схоже на «Джек-Різник» (Jack the Ripper).